# Wasserbaufahrzeug

Hopperbagger mit Schwimmrohr

Hopperbagger Sand – Kiesverspülung

Befestigung nach Aufspülung durch Hopperbagger im Deichvorfeld

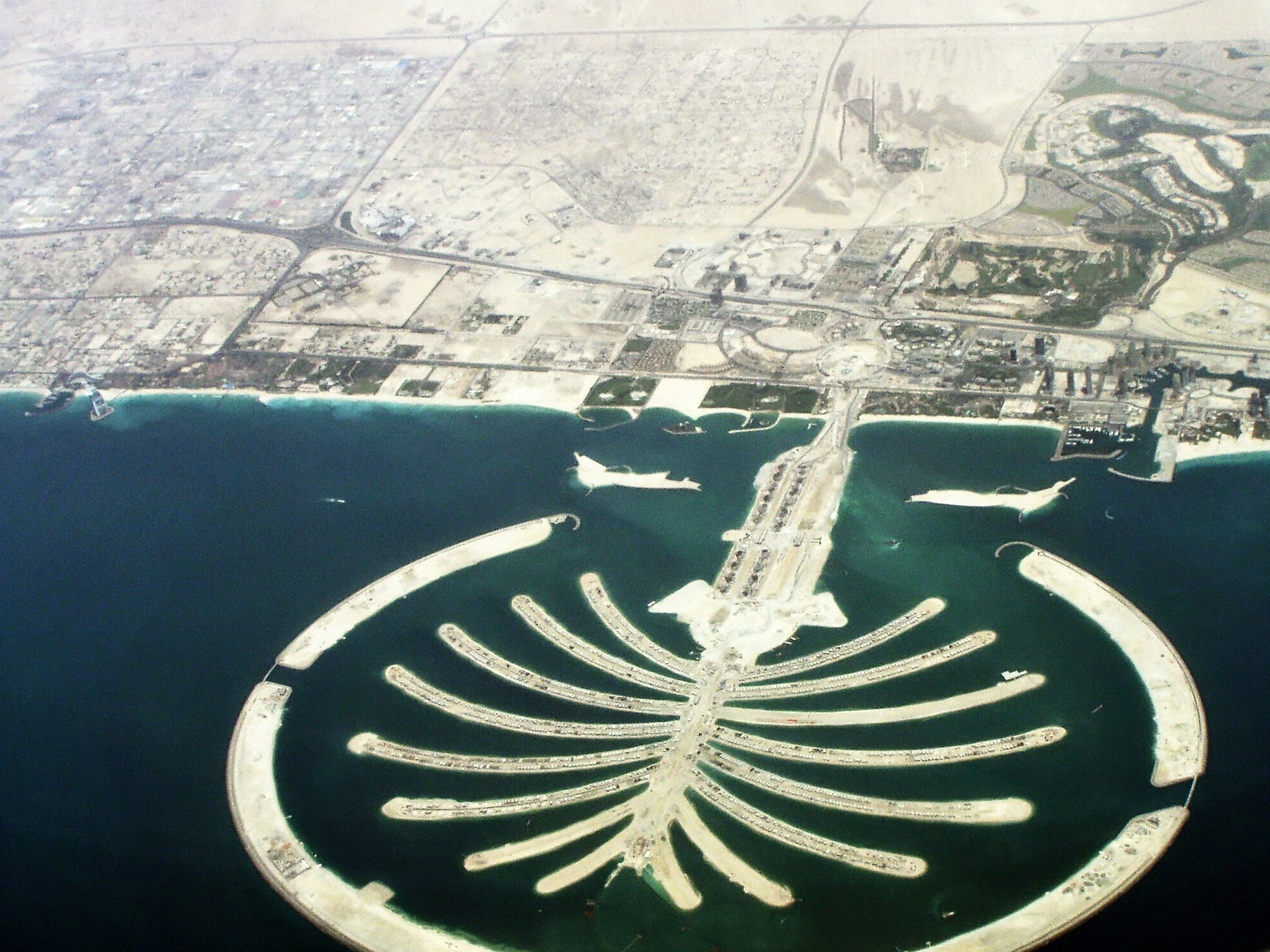
Luftbild von „The Palm, Jumeirah“ Palm Islands

Wasserbaufahrzeuge sind unter anderem Schiffe, die zur Bewegung von Bodenmaterial in einem Gewässer dienen. Die Aufgaben dieser Spezialschiffe sind vielfältiger Natur wie beispielsweise:
- Gewinnung von Baumaterial (Sand und Kies) für die Bauwirtschaft;
- Gewinnung von Boden für Landgewinnungsmaßnahmen / Küstenschutz;
- Pflege von Gewässern (z. B. Entfernung von kontaminierten Sedimentschichten);
- Neu- und Ausbau von Wasserstraßen und Häfen;
- Unterhaltung der Wasserstraßen und Häfen für die Wiederherstellung der für die Schifffahrt erforderlichen Tiefe.

Das Baggergut, das bei der Nassbaggerei anfällt, wird unterschiedlich behandelt:
- Entweder erfolgt eine Entnahme aus dem Gewässer durch Verspülung an Land in flexiblen oder starren Spülleitungen, zur Gewinnung von Baustoffen und Landgewinnung oder Deponierung von kontaminiertem Sediment zur Lagerung und Vorbehandlung;
- in anderen Fällen erfolgt eine Umlagerung im Gewässer durch Verklappen in Bereiche, in denen das Baggergut aufgrund vorhandener Wassertiefe nicht mehr stört. Dieses Verfahren wird meist dort eingesetzt, wo die Erhaltung der Wasserstraßen für die Schifffahrt erforderlich ist.

Für solche Aufgaben gibt es die verschiedensten Arten von Baggerschiffen:
- Pontonbagger stehen auf einem schwimmenden, durch Stelzen oder Drähte verankerten Ponton. Hierbei handelt es sich entweder um einen Seil- oder Hydraulikbagger, der das Baggergut an der Gewässersohle aufnimmt und es an Land oder in Schuten absetzt.
- Eimerkettenbagger (Elevatorbagger) sind durch Seile – seltener auch auf Stelzen – verankert und verfügen über eine sich drehende Eimerkette, die das Baggergut vom Boden aufnimmt und in Schuten befördert.
- Cutterbagger (Schneidkopfsaugbagger) sind auf einem schwimmenden, durch Stelzen oder Drähte verankerten Ponton befestigt. Vom vorderen Ende des Ponton ragt ein Saugrohr mit einem rotierenden Schneidkopf ins Wasser, der das Baggergut an der Gewässersohle aufnimmt. Das Baggergut wird dann an Land oder in Schuten verspült.
- Hopperbagger im engeren Sinne (selbstfahrender Laderaumsaugbagger) sind selbstfahrende Schiffe, die mit einem Saugrohr das Baggergut an der Gewässersohle aufnehmen und in den Schiffsladeraum pumpen. Das Wasser, das dabei in den Laderaum gerät, wird durch einen Überlauf abgelassen, so dass nur das Baggergut im Laderaum verbleibt. Bei Beendigung des Ladevorgangs wird das Baggergut zu Klappstellen transportiert und dort verklappt oder verspült.
- Wasserinjektionsgerät, das von einem freischwimmenden Schiff in die Nähe der Gewässersohle geführt wird, und durch ein Druckrohr Druckwasser in oder an die Bodenschicht bläst, so dass das Sediment fließfähig und von der natürlichen Strömung aus dem Baggerbereich fortgetragen wird.

Zu den oben genannten Geräten gehören:
- Spaltklappschuten
- Spülschuten

In Deutschland werden in der Unterhaltung der Wasserstraßen  ca. 40 bis 50 Mio. m³ Sediment gebaggert. Davon entfallen auf die Binnenwasserstraßenerhaltung ca. 8 Mio. m³.

## Bauten, die mit Hopperbaggern geschaffen wurden
Eines der weltgrößten Bauprojekte, wo Hopperbagger beim Bau und Verspülen beteiligt sind, ist der Bau von Palm Islands. Auch der Hong Kong International Airport wurde mittels Hopperbaggern aufgespült.